# Belisana qixingguan
Espèce
Belisana qixingguan est une espèce d'araignées aranéomorphes de la famille des Pholcidae.

## Distribution
Cette espèce est endémique du Guizhou en Chine,. Elle se rencontre dans le district de Qixingguan dans la grotte Changchun.

## Description
Le mâle holotype mesure 1,78 mm et la femelle paratype 2,04 mm.

## Systématique et taxinomie
Cette espèce a été décrite par Wang, Li & Yao en 2024.

## Étymologie
Son nom d'espèce lui a été donné en référence au lieu de sa découverte, le district de Qixingguan.

## Publication originale
- Wang, Li, Li & Yao, 2024 : « Nine new spider species of Belisana Thorell, 1898 (Araneae, Pholcidae) from karst caves, with a list of species of the genus from Guizhou, southwestern China. » ZooKeys, vol. 1216, p. 265-302 (texte intégral).